# Provinz Sagami

Karte der japanischen Provinzen, Sagami rot markiert

Lage von Sagami (rot) in Tōkaidō (grün)

Sagami (jap. 相模国, Sagami no kuni) oder Sōshū (相州) war eine der historischen Provinzen Japans. Sie lag auf einem großen Teil der heutigen Präfektur Kanagawa (ohne die Städte Yokohama und Kawasaki). Sagami grenzte an Izu, Kai, Musashi und Suruga.
Die alte Hauptstadt (kokufu) lag beim modernen Hiratsuka.
Während der Kamakura-Zeit war in der Stadt Kamakura in der Provinz der Sitz des regierenden Shogunats und war somit politisches und kulturelles Zentrum des Landes. In der Sengoku-Zeit war die Hauptburg von Sagami bei Odawara, meist wurde es jedoch von der größeren Nachbarprovinz Musashi mit regiert.